# Dmytro Jusov
Dmytro Oleksandrovyč Jusov (in ucraino Дмитро Олександрович Юсов?; Melitopol', 11 maggio 1993) è un calciatore ucraino, attaccante dell'Unirea Slobozia.

## Carriera

### Club
Ha giocato nella prima divisione dei campionati ucraino, moldavo, bielorusso e rumeno.

### Nazionale
Ha giocato nella nazionale ucraina Under-21.